# Badra Ali Sangaré
Badra Ali Sangaré (ur. 30 maja 1986 w Bingerville) – piłkarz iworyjski grający na pozycji bramkarza w Sekhukhune United oraz w reprezentacji Wybrzeża Kości Słoniowej. 

## Kariera klubowa
Swoją karierę piłkarską Sangaré rozpoczął w klubie ES Bingerville. W 2004 roku zadebiutował w jego barwach w pierwszej lidze iworyjskiej. Grał w nim przez dwa sezony. W 2006 roku wyjechał do Tajlandii i przez rok grał w klubie Chonburi FC. Z kolei w latach 2007-2008 występował w innym tajskim zespole, BEC Tero Sasana FC.
W połowie 2008 roku Sangaré przeszedł do belgijskiego klubu ROC Charleroi-Marchienne. W 2009 roku wrócił do ojczyzny i został zawodnikiem Séwé Sport San-Pédro. W 2012 roku wywalczył z nim mistrzostwo Wybrzeża Kości Słoniowej, podobnie jak w 2013 roku.
W latach 2013–2015 Sangaré grał w ASEC Mimosas. W sezonie 2013/2014 zdobył Puchar Wybrzeża Kości Słoniowej. W 2015 przeszedł do AS Tanda, z którym w 2016 roku został mistrzem kraju. W 2017 przeszedł do Free State Stars.

## Kariera reprezentacyjna
W reprezentacji Wybrzeża Kości Słoniowej Sangaré zadebiutował w 2009 roku. W 2013 roku znalazł się w kadrze Wybrzeża na Puchar Narodów Afryki 2013, a w 2017 w kadrze na Puchar Narodów Afryki 2017.